# Collado de las Yeguas
El collado de las Yeguas es un paso de montaña del interior de la península ibérica, ubicado en el sector occidental de la sierra de Gredos. Se encuentra en el norte de la provincia española de Cáceres. La ruta que lo atraviesa conecta la comarca de La Vera y el valle del Jerte.

## Descripción
Se ubica en la provincia de Cáceres, en los términos municipales de Aldeanueva de la Vera y Jerte. Por el puerto, desde el cual se tienen unas notables vistas de las tierras al sur del Sistema Central, transitó el emperador Carlos V en su viaje de retiro al monasterio de Yuste. El collado de las Yeguas, que se encuentra a una altitud de 1475 m sobre el nivel del mar, aparece descrito en el sexto volumen del Diccionario geográfico-estadístico-histórico de España y sus posesiones de Ultramar de Pascual Madoz de la siguiente manera:

COLLADO DE LA YEGUA: puerto de paso en la prov. de Cáceres, part. jud. de Jarandilla, térm. de Aldeanueva de la Vera: sit. en el que se llama camino nuevo de Castilla ó del Emperador, en el ramal izq. de los dos en que la sierra de Tornavacas se subdivide para formar el hermoso valle de Plasencia: tiene 2 leg. de subida por los lados N. y S. presentando en su cúspide uno de los mejores puntos de vista que pueden ofrecerse al viajero, que ve bajo sus pies todo el grande espacio que media hasta Sierra-Morena, ó sean las prov. de Cáceres, Ciudad-Real, Toledo y Badajoz: llámase Camino y Puerto Nuevo, porque seguramente se ha mejorado mucho de pocos años á esta parte, á espensas de los hab. de la Vera de Plasencla, para facilitar paso á la arrieria de Castilla que les lleva granos y saca sus frutas y esquilmos; por este camino y puerto fué conducido en silla de manos el emperador Carlos V á su retiro del monasterio de Yuste, no muy dist.: aun se ve una gran losa, cuasi redonda de 6 á 7 varas de circunferencia, sostenida por estribos de la misma naturaleza al lado izq. del camino y á 50 pasos del puente de la garganta de Tres-Sierras, donde aquel emperador almorzó algunas frutas. En este mismo camino y puerto, en el sitio dicho de la Encinilla existe una gran mina de azufre sin beneficiar; las peñas que le constituyen y arroyuelos que del mismo nacen, están impregnados de esta sustancia, que hiere la vista y olfato á cuantos por alli pasan, particularmente si hace sol o es tiempo caluroso. Este camino y puerto es solitario, triste y medroso; no hay en toda su long. de 4 leg. entre subida y bajada pobl. alguna; se cierra en tiempo de nieves y toda la cord. nombrada de Tornavacas y Tormantos está poblada de robles, castaños, álamos blancos y mata parda, y en las gargantas ó quebradas, acebos, sauces, alisos, fresnos y tejos: sus pastos alimentan mucho ganado cabrio y vacuno.
(Madoz, 1847, pp. 541-542)